# The WB
The WB Television Network, también conocida como The WB o The Frog (debido a que su mascota era Michigan J. Frog), fue una cadena de televisión abierta estadounidense de televisión que inició transmisiones gracias a una unión entre el estudio Warner Bros. Entertainment de Time Warner y la Tribune Broadcasting de Tribune Company el 11 de enero de 1995. La programación, consistente por lo general de series de comedia de situación, drama, series animadas y reposiciones estaba enfocada principalmente a adolescentes y adultos jóvenes, destacando el bloque Kids' WB para el público infantil.
El 24 de enero de 2006, CBS Corporation (dueña de UPN) y Warner Bros. Entertainment anunciaron los planes de fusionar sus dos canales para lanzar The CW a fines de 2006. Esta nueva televisora fue estrenada el 18 de septiembre de 2006; tiene programación de The WB y UPN.

## Historia
Al igual que su rival UPN, The WB nació como una reacción a la nueva desregulación de la FCC en cuanto a reglas de propiedad de medios incluido en el Telecommunication Act de 1996, y en parte al éxito de la Fox Network y los estrenos de la televisión sindicalizada durante fines de los años 1980 y principios de los años 1990 como Baywatch, además de la pérdida de audiencia de las estaciones independientes de televisión debido al crecimiento de la televisión por cable y arriendos de películas.
La cadena fue fundada el 3 de noviembre de 1993 según anunció el estudio Warner Bros., con Tribune Company teniendo un interés menos y afiliando seis de sus siete estaciones, hasta entonces todas independientes.

### 1995-1997
Los primeros programas de The WB eran principalmente sitcoms dirigidas a un público diverso. Pese a que tres de los 4 shows inaugurales fueron renovados para una segunda temporada, ninguno tuvo un impacto significativo. The WB también incluyó el bloque Kids' WB, en el que se combinaban los dibujos más exitosos de la Warner (Tiny Toon Adventures, Animaniacs y posteriormente Batman: The Animated Series, todos nacidos en la FOX, Fox Kids o en sindicación) con nuevas producciones y shows originales. 

### 1997-1999
Unos años después de su lanzamiento, The WB cambió intencionalmente su público hacia los jóvenes. Mientras FOX buscaba un público más adulto con shows como Ally McBeal, The WB tuvo gran éxito con dramas adolescentes como Buffy the Vampire Slayer y la aclamada Dawson's Creek. Charmed, Popular, Felicity y Angel, junto con 7th Heaven, el mayor éxito de The WB, fueron el trampolín que lanzó a la fama a la cadena, incluso The WB Network quedó primera entre los jóvenes.

### 2000-2002
Además de las series ya mencionadas, otros éxitos fueron Gilmore Girls, Everwood, Smallville, y su única sitcom famosa, Reba. Su más popular programa a la fecha es el drama 7th Heaven, cuya décima temporada se emitió durante 2005/2006. La cadena bajó su audiencia después de su peak en 2001/2002 y tuvo problemas para lanzar una nueva serie de éxito, algo que antes no le había ocurrido.

### 2003-2005
Durante el periodo 2003 a 2005 solo produjo una nueva serie de éxito, One Tree Hill, aunque no se comparaba a la mejor época de Dawson's Creek. Como resultado, la cadena cambió su objetivo de las mujeres entre 18 y 24 años a un público más amplio entre los 18 y 34 años. En 2005 The WB abandonó a su tradicional mascota, Michigan J. Frog, como el emblema de la cadena. El presidente de WB Entertainment David Janollari explicó en la conferencia de prensa del verano de 2005, que el personaje "perpetuaba el sentimiento adolescente de la cadena, y esa no es la imagen que queremos dar a nuestra audiencia."
Durante la temporada 2004-2005, The WB terminó detrás de su rival UPN por primera vez en años, y cayó aún más en otoño de 2005. Ambas estaciones terminaron detrás de la cadena hispana Univisión en el público de entre 18 y 34 años.
En 2005 se estimó que The WB llegaba al 91,66% de los hogares, que corresponden a 90.282.480 casas en Estados Unidos. The WB se emitía a través de 177 estaciones de UHF y VHF, incluyendo las estaciones propias y afiliadas (las estaciones propias no son operadas por Warner Bros. o Time Warner; sino por Tribune, que incluyó estas estaciones en la red). The WB también llegaba a pequeños mercados a través de la televisión por cable.

### Cierre
Cuando empezaba el 14 de agosto con el bloque Daytime WB, el logo WB fue eliminado de la esquina inferior derecha de la pantalla y fue reemplazado por una cuenta regresiva de los días que quedaban para el lanzamiento de CW. Algunas estaciones que se pasaron a MyNetworkTV o se convirtieron en independientes recibieron una emisión sin logo, mientras otras tomaron la emisión principal y pusieron su logo local sobre el de CW. 
The WB cerró el domingo 17 de septiembre de 2006, con A Night of Favorites and Farewells, un especial de 5 horas con los episodios piloto de sus antiguas series conocidas. La programación era la siguiente (los horarios corresponden a las zonas horarias del Este y Pacífico de Estados Unidos):
- 17:00 - Felicity
- 18:00 - Angel
- 19:00 - Buffy the Vampire Slayer (episodio de 2 horas)
- 21:00 - Dawson's Creek

Los cortes comerciales incluían la emisión de antiguas campañas y promociones de la cadena. 
La noche final de WB marcó una relativa baja audiencia: Solo el 2% de los televidentes.
Después del cierre de la cadena, los sitios web de The WB reedirigieron hacia el sitio de The CW.
Al día siguiente, 18 de septiembre de 2006, inició sus emisiones The CW Network.

## Programación
Incluye algunos de los más destacados programas emitidos por la cadena:

### Sitcoms/Comedias
- Grounded for Life (2003-2005)
- Living with Fran (2005-2006)
- Reba (2001-2006)
- Sabrina, the Teenage Witch (1996-2003)
- Sister, Sister (1995-1999)
- The Jamie Kennedy Experiment (2002-2004)
- What I Like About You (2002-2006)
- Mission Hill (1999-2002)

### Drama/Ciencia ficción
- 7th Heaven (1996-2006)
- Angel (1999-2004)
- Buffy the Vampire Slayer (1997-2003)
- Charmed (1998-2006)
- Dawson's Creek (1998-2003)
- Everwood (2002-2006)
- Felicity (1998-2002)
- Gilmore Girls (2000-2007)
- One Tree Hill (2003-2012)
- Related (2005-2006)
- Roswell (1999-2001)
- Smallville (2001-2011)
- Supernatural (2005-2020)

### Kids WB
- Yu-Gi-Oh! (2001-2006)
- Viewtiful Joe (2005-2006)
- What's New Scooby-Doo? (2002-2005)
- Pokémon (1998-2006)
- Pinky and the Brain (1995-1998)
- Freakazoid! (1995-1997)
- Animaniacs (1995-1998)
- The New Batman Adventures (1997-1999)
- Superman: The Animated Series (1996-2000)
- Batman Beyond (1999-2001)
- The Sylvester & Tweety Mysteries (1995-2000)
- ¡Mucha Lucha! (2002-2005)
- Johnny Test (2005-2006)
- Loonatics (2005-2007)

### Reality
- The Surreal Life (2003-2004)